# Myszołów madagaskarski
Myszołów madagaskarski (Buteo brachypterus) – gatunek ptaka z rodziny jastrzębiowatych (Accipitridae). Występuje endemicznie na Madagaskarze. Gatunek pospolity, niezagrożony wyginięciem.

## Występowanie
Myszołów madagaskarski występuje endemicznie na terenie całego Madagaskaru.

## Systematyka

### Taksonomia
Gatunek po raz pierwszy opisany naukowo przez G. Hartlauba w 1860 roku na łamach czasopisma „Journal für Ornithologie” pod nazwą Buteo brachypterus. Jako miejsce typowe autor wskazał Madagaskar. Takson ściśle związany z myszołowem zwyczajnym (B. buteo) i prawdopodobnie z myszołowem górskim (B. oreophilus), chociaż badanie genetyczne przeprowadzone w 2004 roku nie wsparło tej tezy. Być może związany także z myszołowem rdzawosternym (B. jamaicensis) i myszołowem patagańskim (B. ventralis). Takson monotypowy, nie wyróżniono podgatunków.

### Etymologia
Nazwa rodzajowa pochodzi od epitetu gatunkowego Falco buteo Linnaeus, 1758 (łacińskie buteo, buteonis – „myszołów”). Epitet gatunkowy pochodzi od greckiego słowa βραχυπτερος brakhupteros – „krótkoskrzydły”  (βραχυς brakhus – krótki oraz -πτερος -pteros – -„skrzydły” (πτερον pteron –  „skrzydło”)).

## Morfologia
Długość ciała 40–48 cm, rozpiętość skrzydeł 93–111 cm, masa ciała u dwóch ptaków o nieokreślonej płci 342–680 g. Średniej wielkości myszołów o zmiennej barwie upierzenia. Większość osobników jest bardziej szara niż nieco podobny afrykański myszołów górski i palearktyczny myszołów zwyczajny. Od wyżej wymienionych gatunków różni się jeszcze dużej wielkości białą plamą na brzuchu i innym wzorem na ogonie. Woskówka koloru niebieskawego, nogi żółtawo-białe. Płcie podobne, u dorosłych osobników oko koloru jasnożółtego. Młode mają pomarańczowo-brązowe oczy i wąskie, ciemne pasy na całym ogonie. 

### Głos
Głównie wydaje głośny, nosowy, żałosny i niezbyt niewyraźny pisk brzmiący „jaAAah”, trwający ok. 1–1,5 sekundy, zupełnie różniący się od głosu myszołowa zwyczajnego.

## Ekologia i zachowanie

### Siedlisko
Gatunek ten zamieszkuje wszystkie rodzaje lasów i terenów leśnych, w tym gęste lasy deszczowe, otwarte tereny leśny, kolczaste lasy, skaliste zbocza górskie, zarośla, plantacje i obszary rolnicze. Występuje do 2500 m n.p.m. Wyraźnie bardzo rzadko spotykany na wylesionym centralnym płaskowyżu.

### Pożywienie
Na pokarm myszołowa madagaskarskiego składają się głównie małe kręgowce, takie jak żaby, jaszczurki, węże, gryzonie i małe ptaki, a także kraby. Poluje głównie z widocznego, dogodnego miejsca. Skład diety myszołowa madagaskarskiego na podstawie 318 dostarczeń ofiar do gniazda zaobserwowanych na początku 1990 roku składał się z 23,3% ptaków, 20,4% jaszczurek, 11% kameleonów, 6% węży, 4,4% żab, 2,8% stawonogów, 2,2% szczurów oraz 29,9% niezidentyfikowanych.

### Rozród
Do budowy gniazda ptaki przystępują we wrześniu i październiku, pierzenie następowało w grudniu i styczniu. Gniazdo budowane jest z patyków, pokrywane zielonymi liśćmi i umieszczone w rozwidleniu wysokiego drzewa, takiego jak baobab (Adansonia) lub wciskane w epifit, w lesie. Trzynaście gniazd znajdowało 8,1–25 m nad powierzchnią ziemi, na drzewach o wysokości 10,1–43,4 m. Samica składa dwa duże jaja o rozmiarze 52,6–56,4×43,3–46,7 mm, okres inkubacji trwa 34–37 dni. Pierzenie trwa 39–51 dni. Sukces rozrodczy wśród czternastu obserwowanych par wynosił średnio 0,71 młodych na parę, często tylko jedno pisklę wykluwało się z dwóch zniesionych jaj.

## Status
W Czerwonej księdze gatunków zagrożonych Międzynarodowej Unii Ochrony Przyrody został zaliczony do kategorii LC (najmniejszej troski). Nie jest globalnie zagrożony wyginięciem. Jest najpospolitszym leśnym ptakiem drapieżnym na Madagaskarze. Na półwyspie Masoala osiem par zajmowało teren o powierzchni około 20 km². Całkowita populacja nie jest oszacowana, lecz według stanu na 2015 rok wydaje się stabilna. Głównym zagrożeniem dla tego gatunku może być postępujące wylesianie jego siedlisk na Madagaskarze.